# Fagioli all'uccelletto
I fagioli all'uccelletto sono un piatto tipico della cucina toscana e in particolare quella dell'area fiorentina.

## Origine del nome
Artusi ipotizzò che il nome derivasse dal fatto che gli ingredienti erano utilizzati solitamente in Toscana per cucinare l'uccelletto, mentre altri sostengono semplicemente che l'uccelletto era la carne cui il piatto fungeva da contorno.

## Preparazione
Per la preparazione classica si usano vari tipi di fagioli: cannellini, borlotti o fagioli di Lamon, monachini nel Mugello, schiaccioni a Pietrasanta.
Pellegrino Artusi li chiamava fagioli a guisa d'uccellini e li suggeriva in abbinamento con il lesso o come piatto unico. Per la preparazione consigliava di usare un tegame e iniziare con un leggero soffritto di olio e salvia, in cui si mettono ad insaporire i fagioli precedentemente lessati. Si aggiunge quasi subito la salsa di pomodoro, sale e pepe. Paolo Petroni suggerisce l'aggiunta di aglio soffritto e la possibilità di usare il pomodoro intero.